# ADS 16402
ADS 16402 – układ podwójny, znajdujący się w gwiazdozbiorze Jaszczurki. Jest oddalony o około 453 lata świetlne. Na układ składają się dwie gwiazdy ciągu głównego (ADS 16402 A i ADS 16402 B) oddalone od siebie o mniej więcej 1550 j.a. Obie gwiazdy są podobnego typu jak Słońce, ale są nieco młodsze – mają ok. 3,6 miliarda lat.
Jedną z gwiazd, ADS 16402 B, obiega gazowy olbrzym HAT-P-1 b, którego odkrycie ogłoszono w 2007 roku.